# بيلي هايز (كاتب)
وليام «بيلي» هايز (بالإنجليزية: Billy Hayes)‏ (3 أبريل 1947) كاتب وممثل ومخرج أمريكي إشتهر بكتابته السيرة الذاتية لكتاب قطار منتصف الليل وعن تجربته الحقيقة فيه والهروب من سجن تركي بعد إدانته بتهريب الحشيش كان واحدا من مئات المواطنين الأمركيين في السجون الأجنبية يقضون أحكاما بالسجن بتهمة المخدرات وعقوبات حمل وتهريب المخدرات من قبل حكومات أجنبية.

## روابط خارجية
- بيلي هايز على موقع IMDb (الإنجليزية)
- بيلي هايز على موقع ميوزك برينز (الإنجليزية)
- بيلي هايز على موقع إن إن دي بي (الإنجليزية)
- بيلي هايز على موقع ديسكوغز (الإنجليزية)
- بيلي هايز على موقع قاعدة بيانات الفيلم (الإنجليزية)
- "Billy Hayes of 'Midnight Express' Interviewed", liveleak.com
- "Riding the Midnight Express with Billy Hayes" website